# 우에쓰지 오사무
우에쓰지 오사무(일본어: 上辻 修, 1948년 7월 15일 ~ )는 일본의 전 프로 야구 선수이다. 오사카부 오사카시 니시구 출신이며 현역 시절 포지션은 투수였다.

## 인물
오사카 시립 니시 상업고등학교를 졸업한 후 상선항운 경식 야구부를 거쳐, 1969년 연말에 드래프트 번외로 한신 타이거스에 입단했다.
프로 3년째인 1972년에 프로 데뷔 후 처음으로 1군에 등판했지만 한 경기에서 고작 2이닝만 던지고 곧바로 2군에 내려갔다. 이후 프로 5년째인 1974년에도 1군 공식전에서 한 경기만 등판했는데 첫 등판 때와 마찬가지로 뚜렷한 결과를 남기지 못했다. 같은 해 시즌 종료 후 스즈키 기요타케, 오가와 세이이치, 모리야마 마사요시, 히라야마 히데오와 함께 이케베 이와오, 이노우에 게이이치와의 맞트레이드로 롯데 오리온스로 이적했다. 하지만 롯데에서도 단 한 번도 등판한 적은 없었다. 자유 계약이 된 1976년 말에 요미우리 자이언츠로 이적했다. 그러나 주로 타격 투수로만 활약하여 요미우리에서도 이렇다할 만한 활약은 없었고, 1980년을 끝으로 현역에서 은퇴했다.
이후 1981년부터 1987년까지 친정팀 한신에서 타격 투수를 맡았다. 취미는 마작이고 현역 시절에는 언더핸드 투수였다.

## 상세 정보

### 출신 학교
- 오사카 시립 니시 상업고등학교

### 선수 경력
- 상선 항운
- 한신 타이거스(1970년 ~ 1974년)
- 롯데 오리온스(1975년 ~ 1976년)
- 요미우리 자이언츠(1977년 ~ 1980년)

### 등번호
- 46(1970년)
- 56(1971년 ~ 1974년)
- 41(1975년 ~ 1976년)
- 83(1977년 ~ 1978년)
- 87(1979년)
- 92(1980년)
- 94(1981년 ~ 1987년)

### 연도별 투수 성적
| 연 도      | 소 속      | 등 판 | 선 발 | 완 투 | 완 봉 | 무 4 구 | 승 리 | 패 전 | 세 이 브 | 홀 드 | 승 률 | 타 자 | 이 닝 | 피 안 타 | 피 홈 런 | 볼 넷 | 고 4 | 몸 맞 | 탈 삼 진 | 폭 투 | 보 크 | 실 점 | 자 책 점 | 평 자 책 | W H I P |
| ---------- | ---------- | ----- | ----- | ----- | ----- | ------- | ----- | ----- | -------- | ----- | ----- | ----- | ----- | -------- | -------- | ----- | ---- | ----- | -------- | ----- | ----- | ----- | -------- | -------- | ------- |
| 1972년     | 한신       | 1     | 0     | 0     | 0     | 0       | 0     | 0     | --       | --    | ----  | 9     | 2.0   | 3        | 1        | 0     | 0    | 0     | 0        | 0     | 0     | 3     | 3        | 13.50    | 1.50    |
| 1974년     | 한신       | 1     | 0     | 0     | 0     | 0       | 0     | 0     | 0        | --    | ----  | 9     | 2.0   | 2        | 1        | 2     | 0    | 0     | 1        | 0     | 0     | 3     | 3        | 13.50    | 2.00    |
| 통산 : 2년 | 통산 : 2년 | 2     | 0     | 0     | 0     | 0       | 0     | 0     | 0        | --    | ----  | 18    | 4.0   | 5        | 2        | 2     | 0    | 0     | 1        | 0     | 0     | 6     | 6        | 13.50    | 1.75    |